# Sonic (danser)
Sonic, der rigtigt hedder Daniel Sonic Rojas, er en dansk-colombiansk breakdancer og leder af crewet Natural Effects. Han har bl.a. deltaget i og vundet de store internationale konkurrencer UK B-Boy Championships og Ultimate B-Boy Session. Han stillede også op til talentshowet Scenen er din 2004 og vandt i sin kategori.
Han har medvirket i en lang række teater- og ballet-forestillinger i Danmark. I 2013 medvirkede han i forestillingen Robin in the Hood på Nørrebro Teater sammen med komikerne Lasse Rimmer og Christian Fuhlendorff, sangeren Wafande og danseren Christel Stjernebjerg.